# Strychnos ignatii
Strychnos ignatii, conocida como cabalonga, haba de San Ignacio, pepita de San Ignacio e ignacia, es una especie de planta de flores perteneciente a la familia Loganiaceae.

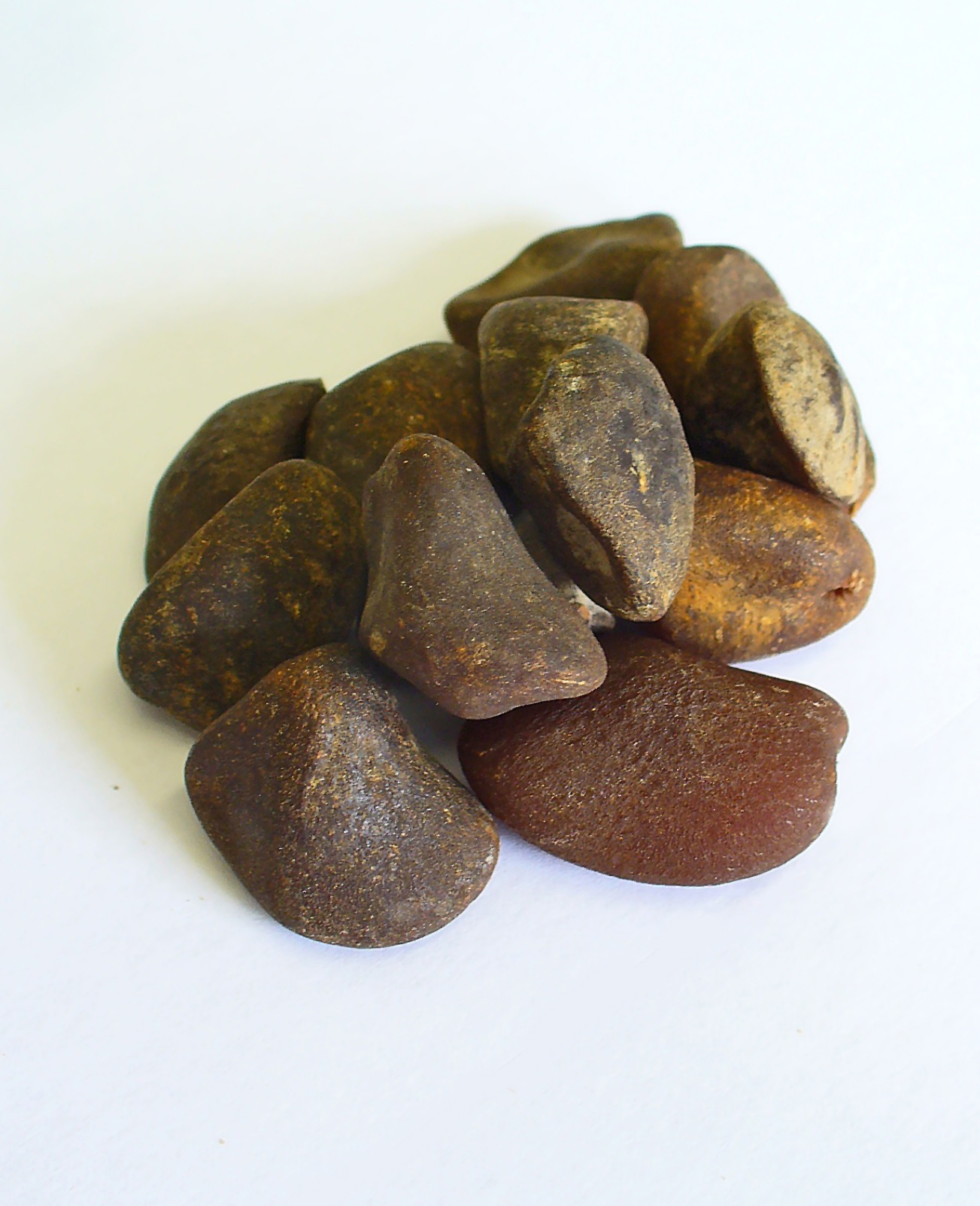
Frutos

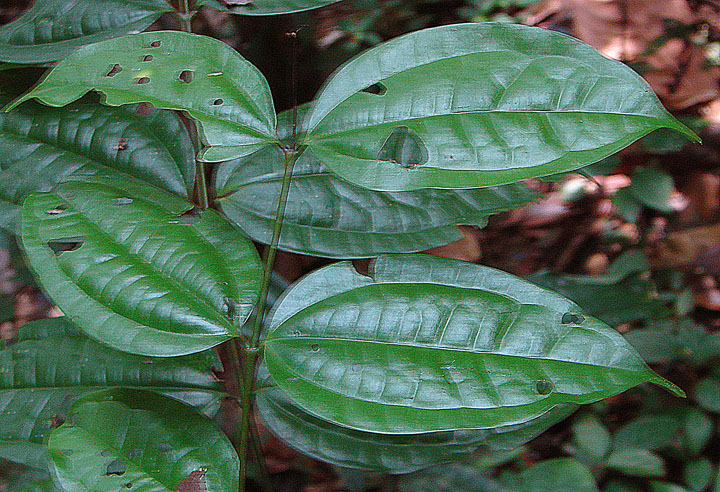
Hojas

## Origen del nombre
Todos sus nombres comunes aluden a San Ignacio de Loyola y derivan del nombre que el jesuita Georg Kamel le dio a esta planta en su día. En bisaya se conoce como aguwason o dankkagi y en cebuano, como igasud.

## Hábitat
Es nativa de las islas Filipinas, en especial las islas de Bohol, Samar y Bisayas, también se cultiva en China, Indochina y la India.

## Descripción
Es un árbol o liana leñosa. Sus hojas son grandes, ovales, agudas, pecioladas y venosas. Las flores se agrupan en panículas axilares y tienen pedúnculos redondeados y cortos con olor a jazmín. El fruto es del tamaño de una manzana y contiene unas 20 semillas rodeadas de pulpa. La semilla es del tamaño de una aceituna y tiene un sabor amargo.

## Principios activos
- Contiene: alcaloides, destacando la estricnina, la brucina y la struxina.
- También tiene taninos y loganina.

## Propiedades
- Recomendado, siempre en pequeñas dosis, en casos de depresión, histeria e hipocondría.
- Es también un estimulante digestivo.

## Taxonomía
Strychnos ignatii fue descrita por Peter Jonas Bergius y publicado en Materia Medica e Regno Vegetabili 1: 146. 1778.
Sinonimia